# Eleição municipal de Florianópolis em 2000
A eleição municipal de Florianópolis em 2000 ocorreu em 1 de outubro do mesmo ano, para a eleição de um prefeito, um vice-prefeito e mais 21 vereadores. A prefeita era Ângela Amin, do PPB, que tentou a reeleição. Ângela foi reeleita prefeita de Florianópolis, ainda no primeiro turno, pelo período de 1 de janeiro de 2001 a 31 de dezembro de 2004.
Passados quatro anos, a prefeita Ângela Amin pôde concorrer a reeleição. Sérgio Grando articulou-se como candidato do PPS, contara com apoio informal do PMDB para tentar conquistar o segundo mandato. Ângela Amin continuou liderando as pesquisas de opinião, sendo reeleita no primeiro turno. Segundo a pepebista, o grupo do ex-governador Paulo Afonso já estava sepultado desde a eleição de 1998. Dois anos depois, em 2002, Luiz Henrique foi eleito governador de Santa Catarina, no segundo turno, restaurando o poder político do PMDB.

## Candidatos a prefeito(a)
|  | N.º | Candidato(a) a prefeito | Candidato(a) a prefeito                            | Candidato(a) a vice-prefeito | Candidato(a) a vice-prefeito                             | Coligação |
|  | --- | ----------------------- | -------------------------------------------------- | ---------------------------- | -------------------------------------------------------- | --- |
|  | 11  |                         | Ângela Amin (PPB) Ângela Regina Heinzen Amin Helou |                              | Murillo Capella (PFL) Murillo Ronald Capella             | "Força Capital" - Partido Progressista Brasileiro (PPB) - Partido da Frente Liberal (PFL) - Partido da Social Democracia Brasileira (PSDB) - Partido Trabalhista Brasileiro (PTB) - Partido Liberal (PL) - Partido Humanista da Solidariedade (PHS) - Partido Social Liberal (PSL) |
|  | 15  |                         | João Henrique Blasi (PMDB) João Henrique Blasi     |                              | Carlos Osvaldo de Farias (PMDB) Carlos Osvaldo de Farias | Partido não coligado - Partido do Movimento Democrático Brasileiro (PMDB) |
|  | 43  |                         | Rogério Portanova (PV) Rogério Silva Portanova     |                              | Renato Tadeu Scoz (PV) Renato Tadeu Scoz                 | Partido não coligado - Partido Verde (PV) |
|  | 23  |                         | Sérgio Grando (PPS) Sérgio José Grando             |                              | Lia Carmen Kleine (PCdoB) Liacarmen Kleine               | "Frente Popular" - Partido Popular Socialista (PPS) - Partido Comunista do Brasil (PCdoB) - Partido Democrático Trabalhista (PDT) - Partido Socialista Brasileiro (PSB) - Partido Social Democrático (PSD) - Partido da Mobilização Nacional (PMN) - Partido Social Cristão (PSC)  |
|  | 13  |                         | Vanio dos Santos (PT) Vanio dos Santos             |                              | Elenira Oliveira Vilela (PT) Elenira Oliveira Vilela     | "Aliança com o Povo" - Partido dos Trabalhadores (PT) - Partido Socialista dos Trabalhadores Unificado (PSTU) |

## Resultado da eleição para prefeito(a)
| 1.º Turno 1 de outubro de 2000 | 1.º Turno 1 de outubro de 2000  | 1.º Turno 1 de outubro de 2000 | 1.º Turno 1 de outubro de 2000 |
| Candidato(a)                   | Vice                            | Votação                        | Votação                        |
| Candidato(a)                   | Vice                            | Total                          | Porcentagem                    |
| ------------------------------ | ------------------------------- | ------------------------------ | ------------------------------ |
| Ângela Amin (PPB)              | Murillo Capella (PFL)           | 105.495                        | 55,76%                         |
| Sérgio Grando (PPS)            | Liacarmen Kleine (PCdoB)        | 39.174                         | 20,71%                         |
| João Henrique Blasi (PMDB)     | Carlos Osvaldo de Farias (PMDB) | 20.435                         | 10,80%                         |
| Vanio dos Santos (PT)          | Elenira Oliveira Vilela (PT)    | 18.519                         | 9,79%                          |
| Rogério Portanova (PV)         | Renato Tadeu Scoz (PV)          | 5.554                          | 2,94%                          |
| Total de votos válidos         | Total de votos válidos          | 189.177                        | 100,00%                        |
| Votos apurados                 |                                 |                                |                                |
| Votos válidos                  | Votos válidos                   | 189.177                        | 93,39%                         |
| Votos em branco                | Votos em branco                 | 4.942                          | 2,44%                          |
| Votos nulos                    | Votos nulos                     | 8.437                          | 4,17%                          |
| Total de votos apurados        | Total de votos apurados         | 202.556                        | 100,00%                        |
| Eleitores                      |                                 |                                |                                |
| Comparecimento                 | Comparecimento                  | 202.556                        | 87,70%                         |
| Abstenções                     | Abstenções                      | 28.400                         | 12,30%                         |
| Total de eleitores             | Total de eleitores              | 230.956                        | 100,00%                        |

## Vereadores eleitos
São relacionados os 21 candidatos eleitos para o cargo de vereador pele cidade de Florianópolis que que assumiram o mandato na Câmara de Vereadores em 1.º de janeiro de 2001.

Representação eleita
  PPB: 7
  PFL: 3
  PSDB: 3
  PSL: 3
  PT: 2
  PMDB: 2
  PCdoB: 1

| Número | Vereador                                     | Partido | Votação | Porcentagem |
| ------ | -------------------------------------------- | ------- | ------- | ----------- |
| 11111  | Nilson Nelson Machado (Duduco)               | PPB     | 6.972   | 3,63%       |
| 13650  | Mauro Guimaraes Passos                       | PT      | 3.812   | 1,99%       |
| 45690  | João Itamar da Silveira (João da Bega)       | PSDB    | 3.059   | 1,59%       |
| 45650  | Gean Marques Loureiro                        | PSDB    | 2.995   | 1,56%       |
| 13690  | Márcio José Pereira de Souza                 | PT      | 2.985   | 1,55%       |
| 25660  | Heriberto Basílio Ramos Junior (Beto Macaco) | PFL     | 2.937   | 1,53%       |
| 11234  | Dalmo Deusdedit Meneses                      | PPB     | 2.896   | 1,51%       |
| 11611  | João Aurélio Valente Júnior                  | PPB     | 2.771   | 1,44%       |
| 25625  | Ptolomeu Bittencourt Junior                  | PFL     | 2.597   | 1,35%       |
| 11233  | Oscar Manoel da Conceição                    | PPB     | 2.554   | 1,33%       |
| 25611  | João Aderson Flores                          | PFL     | 2.523   | 1,31%       |
| 11456  | Juarez Silveira                              | PPB     | 2.505   | 1,30%       |
| 11678  | Demosthenes José Machado (DJ Machado)        | PPB     | 2.390   | 1,24%       |
| 11555  | Marcilio Guilherme Avila                     | PPB     | 2.361   | 1,23%       |
| 17611  | Jaime Tonello                                | PSL     | 2.312   | 1,20%       |
| 45666  | Acácio Garibaldi Santiago Filho              | PSDB    | 2.239   | 1,17%       |
| 17658  | João Batista Nunes                           | PSL     | 2.234   | 1,16%       |
| 17633  | Eradio Manoel Gonçalves                      | PSL     | 2.206   | 1,15%       |
| 65123  | Nildomar Freire Santos (Nildão)              | PCdoB   | 2.071   | 1,08%       |
| 15601  | Francisco Rzatki (Chicão)                    | PMDB    | 1.646   | 0,86%       |
| 15615  | Aloisio Acácio Piazza                        | PMDB    | 1.267   | 0,66%       |